# سه کله‌پوک (فیلم ۲۰۰۰)
سه کله‌پوک (به انگلیسی: The Three Stooges) یک تله‌فیلم زندگینامه‌ای آمریکایی در مورد تیم کمدی اسلپ استیک معرف به سه کله‌پوک به کارگردانی جیمز فراولی است. این فیلم تلویزیونی به‌طور کامل در سیدنی استرالیا فیلمبرداری شده‌است و در ۲۴ آوریل ۲۰۰۰ از شبکه ای بی سی پخش شد.